# Africactenus monitor
Africactenus monitor là một loài nhện trong họ Ctenidae.
Loài này thuộc chi Africactenus. Africactenus monitor được Steyn & Rudy Jocqué miêu tả năm 2003.